# SSペンナロッサ
SSペンナロッサ（イタリア語: Società Sportiva Pennarossa）は、サンマリノのキエザヌオーヴァをホームタウンとするサッカークラブである。2015-16シーズンはカンピオナート・サンマリネーゼのジローネAに所属。
1968年に創立。これまでにリーグ戦で1回、カップ戦で2回、スーパーカップで1回優勝している。UEFAヨーロッパリーグは2004-05シーズンに出場したが、初戦で惨敗した。ACリベルタスやFCドマニャーノが、ライバルチームである。

## タイトル
- カンピオナート・サンマリネーゼ：1回
  - 2003-04
- コッパ・ティターノ：2回
  - 2004, 2005
- トロフェオ・フェデラーレ：1回
  - 2003

## UEFA主催大会成績
| シーズン | 大会                 | ラウンド | 対戦クラブ                       | ホーム | アウェー | 合計 |
| -------- | -------------------- | -------- | -------------------------------- | ------ | -------- | ---- |
| 2004-05  | UEFAヨーロッパリーグ | 1次予選  | FKジェリェズニチャル・サラエヴォ | 1–5    | 0–4      | 1–9  |

## 歴代所属選手
- マヌエル・ポジャーリ 2008-2012
- 田島翔 2020-